# Guča
Guča (izvirno srbsko Гуча) je naselje v Srbiji, ki upravno spada pod Občino Lučani; slednja pa je del Moraviškega upravnega okraja.
Poznan je po festivalu trobentačev.

## Demografija
|  |

| Demografija | Demografija     | Demografija     |
| Leto        | Št. prebivalcev | Št. prebivalcev |
| ----------- | --------------- | --------------- |
|             |                 |                 |
|             |                 |                 |
|             |                 |                 |
|             |                 |                 |
| 1948        | 601             |                 |
| 1953        | 754             |                 |
| 1961        | 932             |                 |
| 1971        | 1378            |                 |
| 1981        | 1852            |                 |
| 1991        | 2026            | 2009            |
| 2002        | 2059            | 2022            |
|             |                 |                 |

| Etnična sestava po popisu iz leta 2002 | Etnična sestava po popisu iz leta 2002 | Etnična sestava po popisu iz leta 2002 | Etnična sestava po popisu iz leta 2002 | Etnična sestava po popisu iz leta 2002 |
| -------------------------------------- | -------------------------------------- | -------------------------------------- | -------------------------------------- | -------------------------------------- |
| Srbi                                   | Srbi                                   |                                        | 1.980                                  | 97,92%                                 |
| Črnogorci                              | Črnogorci                              |                                        | 15                                     | 0,74%                                  |
| Jugoslovani                            | Jugoslovani                            |                                        | 4                                      | 0,19%                                  |
| Muslimani                              | Muslimani                              |                                        | 3                                      | 0,14%                                  |
| Hrvati                                 | Hrvati                                 |                                        | 2                                      | 0,09%                                  |
| Nemci                                  | Nemci                                  |                                        | 1                                      | 0,04%                                  |
| Bošnjaki                               | Bošnjaki                               |                                        | 1                                      | 0,04%                                  |
| Neznano                                | Neznano                                |                                        | 10                                     | 0,49%                                  |